# Manon Lescaut (Auber)
A Manon Lescaut [maˈnɔ̃ lɛsˈko] Daniel Auber 1856. február 23-án Párizsban bemutatott háromfelvonásos operája. A darab zenéje az opéra comique műfaji jellegzetességeinek engedelmeskedve könnyed hangvételű. Auber műve szinte teljesen különbözik a témát szintén feldolgozó Massenet és Puccini operáitól, és azok bemutatása után szinte teljesen feledésbe is merült. Auber Manont teszi meg abszolút főszereplővé, neki több szólószáma is van, de ezek közül önállóan szinte egyiket sem szokták játszani. Magát az operát is csak ritkán, alkalomszerűen adják elő.

## Az opera szereplői
| Szereplő                             | Hangfekvés   |
| ------------------------------------ | ------------ |
| Manon Lescaut                        | szoprán      |
| Hérigny márki, a szeretője           | bariton      |
| Des Grieux lovag                     | tenor        |
| Lescaut, Manon unokabátyja           | bariton      |
| Marguerite, Manon barátnője          | mezzoszoprán |
| Zabi, néger rabszolga az ültetvényen | szoprán      |
| Renaud Le Sergent                    | bariton      |
| Durozeau, csendőrtiszt               | bariton      |
| Madame Bancelin, fogadós             | mezzoszoprán |

- Játékidő: 2 óra

## Az opera cselekménye

### I. felvonás
Lescaut Manon szobájába vezeti a márkit, akinek 100 aranyért eladja az unokahúgát. Marguerite tűnik fel, Hérigny az ő segítségét kéri Manon meghódításában. Miután ezek elmennek Des Grieux lovag, Manon régi szerelme jelenik meg. Ki akarja menteni a nőt szorult helyzetéből, ezért egy 600 fontot tartalmazó tárcát ad át neki. Megegyeznek, hogy vidám lakomát csapnak egy közeli étteremben, mintegy az újra találkozást is megünnepelve. Lescaut a szerelmeseket csókváltás közben lepi meg. Mivel Grieux felbukkanása mögött pénzt sejt, csatlakozik harmadikként a vidám társasághoz.
A Boulevard du Temple egyik híres éttermében szórakozik a kis kompánia, de mikor fizetésre kerül a sor kiderül, hogy nincs egy vasuk sem, mert Manon átadta a 600 fontot unokabátyjának, aki azt rögvest el is verte szerencsejátékkal. Des Grieux mit sem tudva a szerencsétlenség okáról, Lescaut-hoz fordul segítségért. Arra kéri, hogy szerezzen valahonnan 200 fontot. A férfi azt mondja, hogy ha a lovag aláír egy váltót, akkor meg tudja szerezni a pénzt. Griex ezt megteszi, Lescaut elrohan, majd feltűnik a márki is, aki meglepve látja, hogy Manon mással szórakozik. Csókot kér az asszonytól a pénzért cserébe, de így most már ki tudják majd fizetni a számlát. Ezután megjelenik a katonaság: a váltó aláírásáért Des Grieux-nek velük kell mennie.

### II. felvonás
A márki annak fejében, hogy Manon végleg a szeretője marad, hajlandó segíteni a lovagnak. Manon ezt elutasítja. Des Grieux megszökik, és szökés közben összeverekedik az őrséggel. Újra elfogják, de most már nincs bocsánat.

### III. felvonás
A száműzöttek Amerikában, egy louisianai ültetvényen dolgoznak. Manon és Des Grieux végül a szökés mellett döntenek. Eltévednek a sivatagban, az asszony nem bírja tovább a szomjazást, és meghal.